# Білий Берег (Коростенський район)
Бі́лий Бе́рег — село в Україні, Малинській міській територіальній громаді Коростенського району Житомирської області. Кількість населення на 2001 рік становила 74 особи. У 1923—54 роках — адміністративний центр однойменної сільської ради.

## Населення
У 1880 році налічувалося 43 мешканці, у 1887 році — 140 осіб. Наприкінці 19 століття проживало 235 осіб, з них 120 чоловіків та 115 жінок; дворів — 31, або, за іншими даними, 218 мешканців та 30 дворів.
У 1926 році проживало 475 осіб, дворів — 108, у 1941 році — 390 осіб, дворів — 119.
Відповідно до результатів перепису населення СРСР, кількість населення, станом на 12 січня 1989 року, становила 113 осіб, станом на 5 грудня 2001 року, відповідно до перепису населення України, кількість мешканців села становила 74 особи.

### Мова
Розподіл населення за рідною мовою за даними перепису 2001 року:
| Мова       | Кількість | Відсоток |
| ---------- | --------- | -------- |
| українська | 70        | 94.6 %   |
| російська  | 4         | 5.4 %    |
| Усього     | 74        | 100 %    |

## Історія
Історичною датою утворення вважається 1534 рік. У 1552 році — власність С. Сурина. Тоді селяни виконували 3 служби та давали 6 діжок меду. У 1581 році перебувало у власности Фурсів, у 1628 році належало київському Печерському монастиреві. У 1631 році платили від 4 димів та однієї халупи.
В середині 19 століття — невелике село в Радомисльському повіті, на правому березі річки Ірша, розміщене на пів дороги між селами Зарудня та Ялцівка, за 13 верст від Малина. Мешканців — 43, православні, церква розміщена у волосному центрі, с. Зарудня, поліційне управління — в Малині. Землі 603 десятини, майже вся під лісом. Жителі займаються лісовим промислом. Входила до парафії в Зарудні.
|                                          |
| Білий Берег на російській мапі 1868 року |

В кінці 19 століття — власницьке сільце Малинської волості Радомисльського повіту Київської губернії. Відстань до центру повіту, м. Радомисль — 23 версти, до центру волості, в містечка Малин, де розміщувалися телеграфна та поштова земська станція — 16 верст, до найближчої пароплавної станції (Чорнобиль) — 76 верст. Землі — 602 десятини, власність нащадків Г. Г. Хмілевського — Юзефа Розаловського та Ірени Кіндрацької; господарюють орендатори, місцеві селяни, за трипільною системою. В поселенні був вітряк, ливарня. Православна парафія — Зарудня (4 версти).
У 1923 році увійшло до складу новоствореної Білобережанської сільської ради, котра, від 7 березня 1923 року, стала частиною новоутвореного Малинського району Малинської округи; адміністративний центр ради. 11 серпня 1954 року, відповідно до указу Президії Верховної ради УРСР «Про укрупнення сільських рад по Житомирській області», внаслідок ліквідації Білобережанської сільської ради, с. Білий Берег включене до складу Любовицької сільської ради Малинського району Житомирської області.
12 червня 2020 року, відповідно до розпорядження Кабінету Міністрів України № 711-р від 12 червня 2020 року «Про визначення адміністративних центрів та затвердження територій територіальних громад Житомирської області», територію та населені пункти Любовицької сільської ради включено до складу Малинської міської територіальної громади Коростенського району Житомирської області.